# Марковська Алла Анатоліївна
Марковська Алла Анатоліївна (псевдо — Яся Чорна, Марк Алл, Xitti; 5 липня 1969 року, місто Камінь-Каширський Волинської області) — українська художниця, оформлювач книжкових видань, графік, письменниця, автор фантастичної літератури. Живе і працює у місті Львові.

## Життя і творчість
Працювала художником у кінотеатрі Володимира-Волинського, технічним редактором у місцевій газеті, художнім редактором видавництва «Каменяр».
Спеціалізується на техніці графіки-штрихування, малювання крапками. Ранні роботи виконані здебільшого тушшю і олівцем. Окремі роботи виконані з використанням програми фотошоп. Наразі пише маслом, сучасними матеріалами, маркерами.
Алла Марковська була автором ілюстрацій до книжкової серії «Моя Франкіана» видавництва «Каменяр».
Здійснювала художнє оформлення багатьох книг сучасних українських авторів, серед них, зокрема, твори Ольги Кай та Наталії Дев'ятко.
Автор п'яти книг з серій «Навчаємося малювати» та «Школа малювання від А до Я».
Відбулося кілька персональних виставок творів А. Марковської.
Зробила значний внесок у розвиток вітчизняної книжкової ілюстрації у жанрі фантастики. Нею були оформлені численні номери «Українського фантастичного оглядача», міжнародного альманаху фантастики «Фантаскоп», книги українських фантастів та ін.
З дитячих років цікавилася фантастикою. З 13 років робила перші спроби писати оповідання у цьому жанрі. Наразі в доробку Алли Марковської є фантастичний роман, кілька повістей та оповідань. У своїх творах автор прагне витворити власний стиль, поєднуючи космічну оперу, бойову фантастику та технофентезі.

### Художнє мистецтво
1. Марковская А. А. Рисуем животных. — Харьков; Белгород: Книжный клуб «Клуб семейного досуга», 2011. — 96 с. — (Серия «Школа рисования от А до Я»). — ISBN 978-5-9910-1611-7.
2. Марковская А. А. Рисуем героев фэнтези и мультяшных героев. — Харьков; Белгород: Книжный клуб «Клуб семейного досуга», 2011. — 96 с. — (Серия «Школа рисования от А до Я»). — ISBN 978-5-9910-1829-6.
3. Марковская А. А. Рисуем животных. — Харьков; Белгород: Книжный клуб «Клуб семейного досуга», 2013. — 96 с. — (Серия «Учимся рисовать»). — ISBN 978-5-9910-2271-2.
4. Марковская А. А. Рисуем фигуру человека. — Харьков; Белгород: Книжный клуб «Клуб семейного досуга», 2013. — 96 с. — (Серия «Учимся рисовать»). — ISBN 978-5-9910-2613-0.
5. Марковская А. А. Рисуем фей, драконов, ангелов, эльфов. — Харьков; Белгород: Книжный клуб «Клуб семейного досуга», 2014. — 96 с. — (Серия «Учимся рисовать»). — ISBN 978-5-9910-2738-0.

### Фантастика
1. Марковская А. А. Планета Сэнп. — YAM Young Authors’ Masterpieces Publishing, 2012. — 312 с. — ISBN 978-3-847-38049-8.
2. Марковська А. А. Екологи, або Копроконська історія [Архівовано 26 січня 2019 у Wayback Machine.] (Уривок з роману) // Нова фантастична проза. Альманах сучасної української літератури. — Луцьк: ПФ «Смарагд», 2012. — № 21. — С. 141—162.
3. Марковська А. А. Війна Сфери. Вогонь [Архівовано 26 січня 2019 у Wayback Machine.]. — Мультимедийное Издательство Стрельбицкого. — 2016.
4. Марковська А. А. Війна Сфери. Сніг [Архівовано 26 січня 2019 у Wayback Machine.]. — Мультимедийное Издательство Стрельбицкого. — 2017.

### Лірика
1. Марковська А. А. Жінка. Ліричне оповідання // Відлуння любові: жінки [Архівовано 26 січня 2019 у Wayback Machine.]. — Мультимедийное Издательство Стрельбицкого. — 2017.

## Інше
Захоплюється історичним реконструкторством та кінним спортом.